# Kim Bon
Kim Bon là một xã thuộc huyện Phù Yên, tỉnh Sơn La, Việt Nam.
Xã có diện tích 57,48 km², dân số năm 1999 là 3262 người, mật độ dân số đạt 57 người/km².